# Cơ thể động học

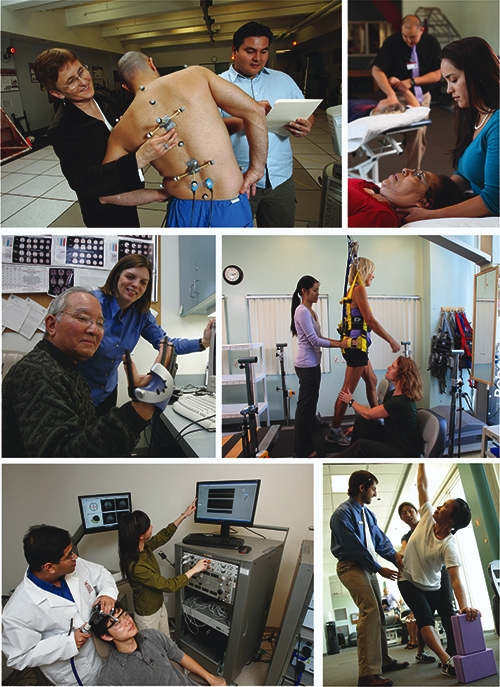
Một loạt các hình ảnh đại diện cho nghiên cứu (trái) và thực hành (phải) trong lĩnh vực Cơ thể động học

Cơ thể động học  (tiếng Anh: Kinesiology) là nghiên cứu khoa học về chuyển động cơ thể của con người hoặc các loài khác. Cơ thể động học đề cập đến các nguyên tắc và cơ chế động lực học sinh lý, cơ học và tâm lý. Các ứng dụng của cơ thể động học đối với sức khỏe con người (ví dụ, cơ thể động học của con người) bao gồm cơ chế sinh học và chỉnh hình; sức mạnh và điều hòa; tâm lý học thể thao; phương pháp phục hồi chức năng, chẳng hạn như vật lý trị liệu và nghề nghiệp; và thể thao và tập thể dục. Các nghiên cứu về chuyển động của con người và động vật bao gồm các biện pháp từ hệ thống theo dõi chuyển động, điện sinh lý của hoạt động cơ và não, các phương pháp khác nhau để theo dõi chức năng sinh lý và các kỹ thuật nghiên cứu hành vi và nhận thức khác.
Từ này xuất phát từ tiếng Hy Lạp κίνησις Kinesis, "chuyển động" (bắt nguồn từ kineîn κινεῖν, "di chuyển"), và -λογία -logia, "nghiên cứu".

## Khái niệm cơ bản
Cơ thể động học là nghiên cứu về chuyển động, hiệu suất và chức năng của cơ thể người và các loài khác bằng cách áp dụng các khoa học về cơ học sinh học, giải phẫu, sinh lý học, tâm lý học và khoa học thần kinh. Các ứng dụng của ngành cơ thể động học trong sức khỏe con người bao gồm giáo viên giáo dục thể chất, phục hồi chức năng, sức khỏe và an toàn, tăng cường sức khỏe, nơi làm việc, thể thao và các ngành công nghiệp tập thể dục. Bằng cử nhân về lĩnh vực cơ thể động học có thể cung cấp sự chuẩn bị mạnh mẽ cho nghiên cứu sau đại học về nghiên cứu y sinh, cũng như trong các chương trình chuyên nghiệp, như y học.
Trong khi thuật ngữ "nhà cơ thể động học" không phải là chỉ định được cấp phép hay chuyên nghiệp ở Hoa Kỳ cũng như hầu hết các quốc gia (ngoại trừ Canada), các cá nhân được đào tạo trong lĩnh vực này có thể dạy giáo dục thể chất, cung cấp dịch vụ tư vấn, thực hiện nghiên cứu và phát triển chính sách liên quan đến phục hồi chức năng, hiệu suất động cơ của con người, công thái học, và sức khỏe và an toàn nghề nghiệp. Ở Bắc Mỹ, các nhà nghiên cứu về ngành cơ thể động học có thể học để lấy bằng Cử nhân Khoa học, Thạc sĩ Khoa học hoặc Tiến sĩ Triết học về cơ thể động học hoặc Cử nhân Cơ thể động học, trong khi ở Úc hoặc New Zealand, họ thường được trao bằng Khoa học Ứng dụng (Chuyển động của con người) (hoặc cao hơn). Nhiều giảng viên cấp tiến sĩ trong các chương trình kinesiology Bắc Mỹ đã được đào tạo tiến sĩ về các ngành liên quan, như khoa học thần kinh, cơ khí, tâm lý học và sinh lý học.
Khoa cơ thể động học đầu tiên trên thế giới đã được thành lập vào năm 1967 tại Đại học Waterloo, Canada.